# Эгедаль (коммуна)
Эгедаль (дат. Egedal Kommune) — датская коммуна в составе области Ховедстаден. Площадь — 125,79 км², что составляет 0,29 % от площади Дании без Гренландии и Фарерских островов. Численность населения на 1 января 2008 года — 40533 чел. (мужчины — 20195, женщины — 20338; иностранные граждане — 1386).

## География
Находится на востоке Дании. На территории коммуны находится крупное озеро Буресё.

## История
Коммуна была образована в 2007 году из следующих коммун:
- Ледёе-Смёрум (Ledøje-Smørum)
- Стенлёсе (Stenløse)
- Эльстюкке (Ølstykke)

## Изображения

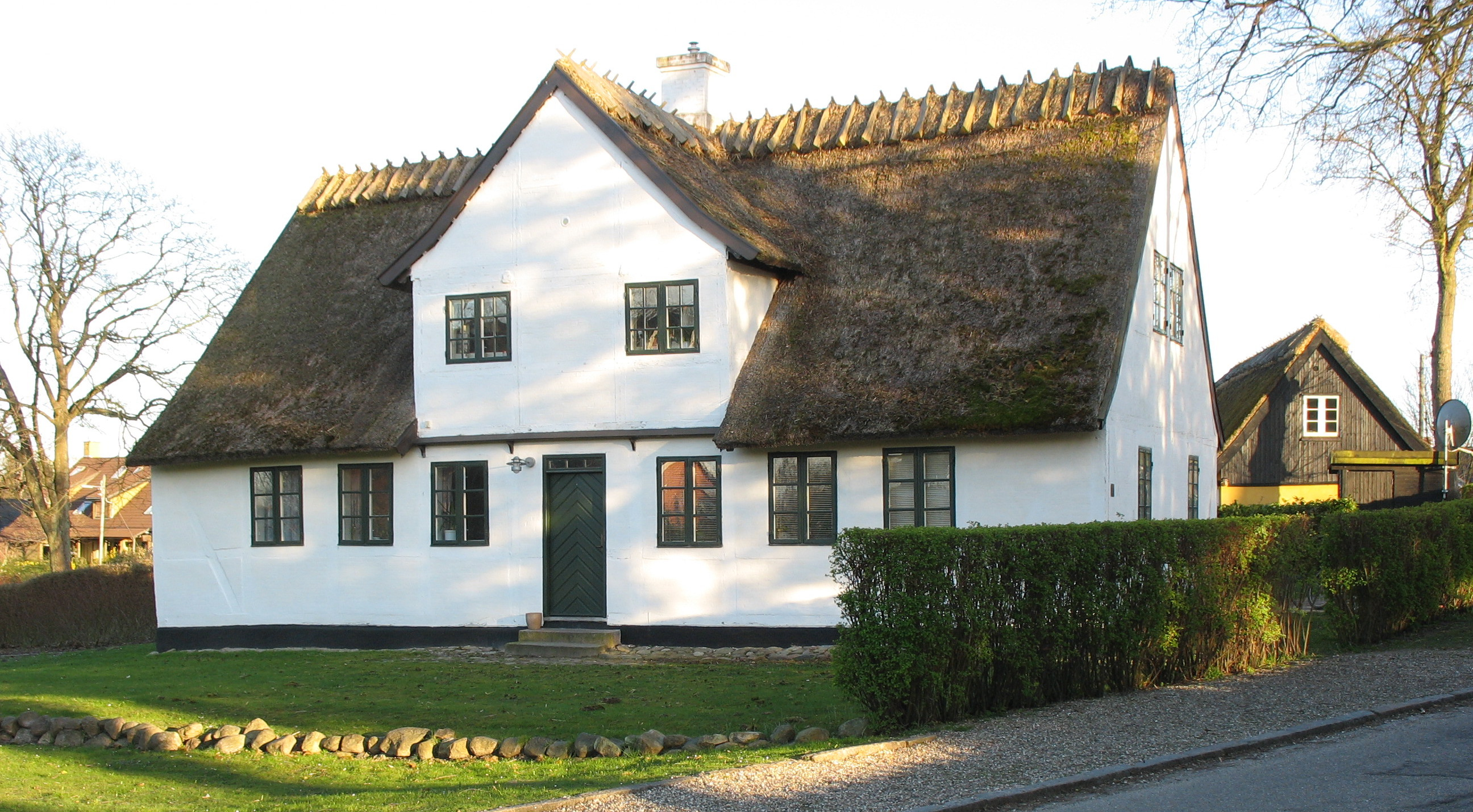
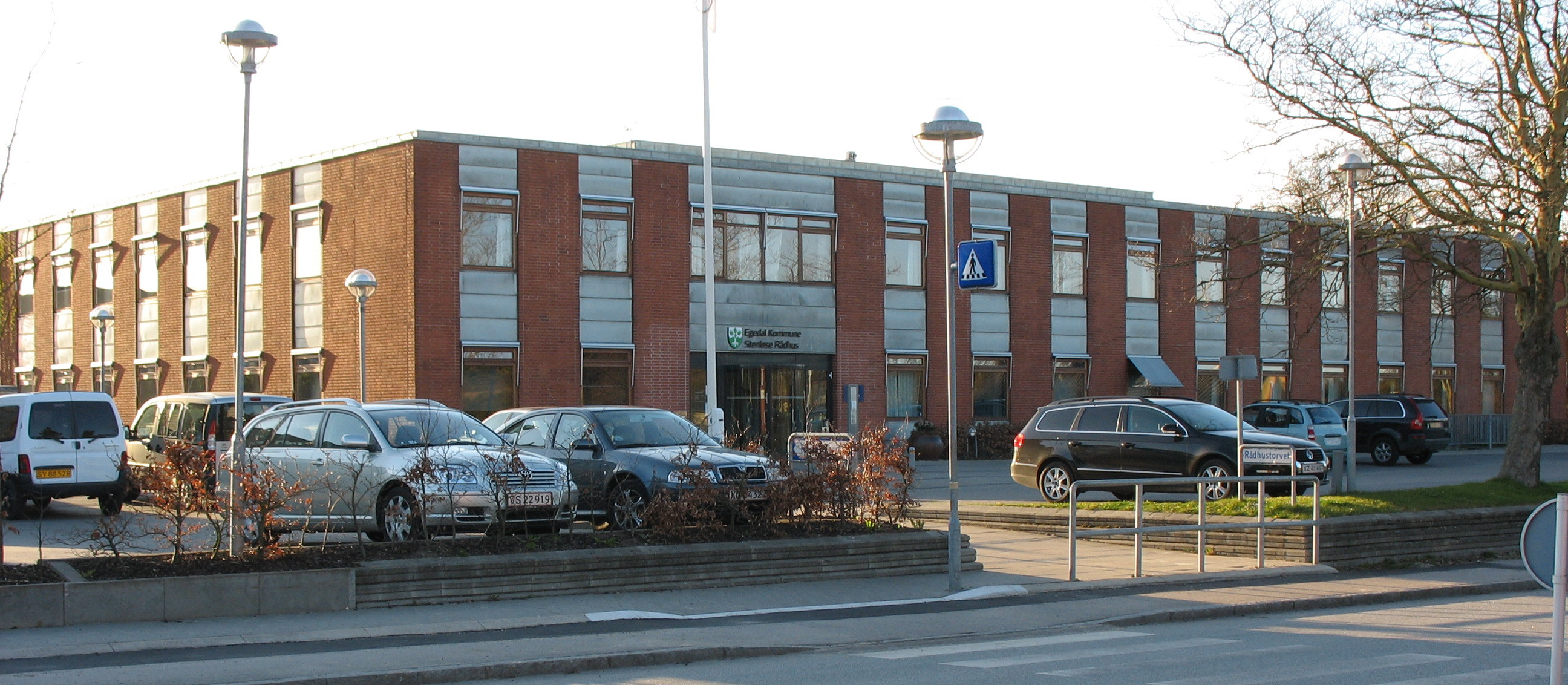

## Железнодорожные станции
- Гль. Тофтегор (Gl. Toftegård)
- Эльстюкке (Ølstykke)
- Стенлёсе (Stenløse)
- Вексё (Veksø)